# Glottiphyllum peersii
Glottiphyllum peersii är en isörtsväxtart som beskrevs av L. Bol. Glottiphyllum peersii ingår i släktet Glottiphyllum och familjen isörtsväxter. Inga underarter finns listade i Catalogue of Life.